# Sylvie Moreau (actrice québécoise)
Pour les articles homonymes, voir Sylvie Moreau et Moreau.
Sylvie Moreau est une actrice québécoise née le 30 décembre 1964 à Montréal. Elle s'est fait particulièrement remarquer dans la série Catherine, diffusée originellement en 1998 à Radio-Canada et dans son rôle de la psychologue Valence Leclerc, à partir de la seconde saison de la populaire série télévisée jeunesse Dans une galaxie près de chez vous diffusée l'année suivante à VRAK.TV. Elle retrouve dans cette série ses collègues Claude Legault, Stéphane Crête et Didier Lucien   de la série Catherine. Elle est issue d'une famille de cinq enfants, tous dans le domaine des communications.

## Biographie
À 18 ans, afin de se prouver qu'elle peut vivre dans l'insécurité du métier d'acteur, avec seulement huit cents dollars en poche et un billet d'avion « aller simple », elle abandonne ses études au Cégep de Maisonneuve pour entreprendre un voyage d'un an à travers l'Europe. Dès son retour en 1985, elle s'inscrit à l'Université du Québec à Montréal en art dramatique et commence un cours en mime corporel avec Jean Asselin et Denise Boulanger, cours qu'elle suivra pendant cinq ans. Elle complète en 1989, année de l'obtention de son baccalauréat, un cours en postsynchronisation avec Jean Galtier.
En 1990, elle fera ses débuts au théâtre dans une adaptation de la pièce de Fernando de Rojas Célestine là-bas... sous la direction de Jean Asselin personnifiant Mélibée avec l'acteur, et ami de cœur, François Papineau. La même année, de Montréal à Paris, en passant par Bruxelles, elle interprète le rôle de Domme dans Le dernier délire permis, pièce écrite et mise en scène par Jean-Frédéric Messier. Pendant dix ans, se dédiant presque exclusivement à la création et au jeu théâtral, elle participera à de nombreuses productions avec entre autres la compagnie de théâtre expérimental Momentum.
En 1995, elle sera de l'alignement des improvisateurs de la Ligue nationale d'improvisation, ayant un style de jeu marqué par sa spontanéité et son hyperactivité, jusqu'en 2003. Elle fera également sa première apparition télé dans la peau de Cassandra dans la série dramatique Jasmine diffusée sur les ondes de TVA. C'est dans la série télévisée Majeur et vacciné qu'elle donnera vie au personnage de Catherine Beaulieu qui sera repris en 1998 dans la comédie Catherine qu'elle coécrit avec Stéphane Dubé et Jean-François Léger (réalisée par Philippe-Louis Martin). Elle deviendra en 1999 la psychologue du vaisseau spatial canadien Romano Fafard, Valence Leclerc de la série télévisée jeunesse Dans une galaxie près de chez vous écrite par Claude Legault et Pierre-Yves Bernard.
On la retrouve en 2002, 2003 et 2004 animatrice du Gala des Prix Jutra en compagnie des comédiens Sonia Vachon, Gildor Roy et François Papineau, ensuite en 2006 à la barre de la Soirée des Masques diffusée à Radio-Canada.
De 2004 à 2007, avec les comédiens Réal Bossé, Isabelle Brouillette, Salomé Corbo, Daniel Desputeau et François Papineau, elle scénarise et interprète différents thèmes: la peur, le désir, le plaisir, le mensonge, la haine et la mort dans la série télévisée États humains diffusée sur ARTV.
Depuis 2006, elle forme avec Sandra Dumaresq le duo Les Country Girls. Elles font une tournée avec ce spectacle alliant chant et comédie. En octobre 2013 sort leur album Parties pour la gloire.
Elle perd sa sœur jumelle, Nathalie, d'un cancer des ovaires en septembre 2016.
Depuis 2014-2015, la direction artistique de la compagnie Omnibus est partagée entre Jean Asselin, Réal Bossé et Sylvie Moreau.

## Filmographie

### Cinéma
- 1993 : La courte paille
- 1996 : L'Oreille de Joé
- 1999 : Post mortem : Linda Faucher
- 2000 : La Veuve de Saint-Pierre : Adrienne
- 2000 : Maelström : Photographe
- 2000 : La Bouteille : Sylvie
- 2001 : Le Manuscrit érotique : Élise
- 2004 : Dans une galaxie près de chez vous : Valence Leclerc
- 2003 : Comment ma mère accoucha de moi durant sa ménopause : Sœur
- 2004 : Camping sauvage : Jackie Pigeon
- 2004 : Les Aimants : Jeanne Tétreault
- 2005 : Familia : Michèle
- 2007 : À vos marques... party! : Peggy Lamothe
- 2007 : Un capitalisme sentimental :
- 2008 : Dans une galaxie près de chez vous 2 : Valence Leclerc
- 2008 : Un capitalisme sentimental : Maria
- 2009 : À vos marques... party! 2 : Peggy Lamothe

### Séries télévisées
- 1995 : Majeurs et vaccinés : Catherine Beaulieu
- 1997 : Franc Croisé : La Comtesse
- 1998 - 2003 : Catherine : Catherine Beaulieu
- 1999 : La Petite Vie : Religieuse
- 2000 : On fait ça seulement le samedi soir : animatrice[9]
- 1999 - 2001 : Dans une galaxie près de chez vous : Valence Leclerc
- 2003 : L'Odyssée : Circé
- 2004 : Pierre et Jean : L'infirmière secrétariale
- 2004 : États Humains
- 2007 : Ramdam : Monique
- 2008 : Annie et ses hommes : Évelyne
- 2010 : Ni plus ni moi : Elizabeth
- 2011 : 30 vies : Marie-Ève Marcoux (physiothérapeute)
- 2011 : Lol :-) : plusieurs rôles
- 2015 : 19-2 : Constance Delacroix
- 2015-2016 : Madame Lebrun : Carole Lebrun
- 2017 : L'Heure Bleue : Pauline Moran
- 2018 : File d'Attente : Alice Sirois
- 2019- : Madame Lebrun : Carole Lebrun
- 2023- : L'air d'aller

## Théâtre
NOTA: Mise en scène = (m.e.s.)
- 1990 : Célestine là-bas… (Mélibée) de Fernando Rojas (m.e.s. Jean Asselin)
- 1990-92 : Les derniers délire permis (Domme) de Jean-Frédéric Messier (m.e.s. Jean-Frédéric Messier)
- 1991 : Titom (Yvonne) de Gilles Vigneault et Marcel Sabourin (m.e.s. Jean Asselin)
- 1991 : Perdus dans les coquelicots (La Mère) (m.e.s. Paula de Vasconcelos)
- 1991 : Eurydice (Armanda l'alto) opéra (m.e.s. Yan Ruts)
- 1992-94 : Helter Skelter (sadie) (m.e.s. Jean-Frédéric Messier)
- 1993 : Les comédies barbares (Libérée) de Ramon Del Valle Inclan (m.e.s. Jean Asselin)
- 1993 : Nuits blanches d'un collectif de sept auteurs québécois
- 1993 : Wouf Wouf (Conceptrice) d'Yves Sauvageau (m.e.s. Jean-Frédéric Messier)
- 1994 : Contes urbain d'un collectif d'auteurs
- 1994-97 : Savage Love (Cavale, Birdy) de Sam Sheppard (m.e.s. Paula de Vasconcelos)
- 1995 : Œstrus (m.e.s. Jean-Frédéric Messier)
- 1995 : Soleil de Pascale Rafie (m.e.s. Suzanne Lemoyne)
- 1995 : Du sang sur le cou du chat (m.e.s. Paula de Vasconcelos)
- 1996 : Les gagnants de François Archambault (m.e.s. François Archambault)
- 1996 : The Making of Macbeth (m.e.s. Paul de Vasconcelos)
- 1997-98 : La salle des loisirs (Suzanne) de Reynald Robinson (m.e.s. Claude Poissant)
- 1998-99 : Un fil à la patte (Lucette) de Georges Feydeau
- 1999 : L'incompréhensible vérité du maître…[10] (texte et m.e.s. Sylvie Moreau et François Papineau)
- 2000-03 : L'Odyssée (Circé) d'Homère (adapt. Dominic Champagne et Alexis Martin m.e.s. Dominic Champagne)
- 2001 :Les artistes naturels[11](texte et m.e.s. Sylvie Moreau et François Papineau)
- 2001-02 : Les voisins (Jeanine) de Claude Meunier et Louis Saia (m.e.s. Denis Bouchard)
- 2004-05 : Cabaret (Sally Bowles) de Joe Masteroff (m.e.s. Denise Filliatrault)
- 2005-06 : Antoine et Cléopâtre (Cléopâtre) de Shakespeare (m.e.s. : Lewis Furey)
- 2007 : Kiss Bill (Productrice) de Paula Vasconcelos (m.e.s. Paula Vasconcelos)
- 2009 : La charge de l'orignal épormyable (Marie-Jeanne Commode) de Claude Gauvreau (m.e.s. Lorraine Pintal)
- 2013 : Fatal d'après Henri VI de William Shakespeare (m.e.s. Jean Asselin)

## Distinctions

### Prix
- 2000 : Prix Génie meilleure actrice pour son rôle dans le film Post Mortem
- 2001 : Prix Gémeaux meilleure interprétation premier rôle comédie de situations, série humoristique pour Catherine
- 2003 : Prix Reconnaissance UQAM[12]
- 2005 : Prix Jutra meilleure actrice de soutien pour le film Les aimants
- 2006 : Prix Gémeaux meilleur texte de série dramatique unique pour États humains

### Nominations
- 2001 : Nomination pour le Prix Gémeaux, meilleur texte comédie de situations pour Catherine
- 2001 : Nomination pour le Prix Jutra, meilleure actrice de soutien pour le film La bouteille
- 2002 : Nomination pour le Prix Gémeaux, meilleure interprétation émission humour pour Catherine
- 2002 : Nomination pour le Prix MetroStar, artiste d’émissions d’humour pour Catherine
- 2003 : Nomination pour le Prix Gémeaux, meilleure interprétation émission humour pour Catherine
- 2004 : Nomination pour le Prix Gémeaux, meilleure interprétation comédie pour Catherine
- 2004 : Nomination pour le Prix MetroStar de l’artiste d’émissions d’humour pour Catherine
- 2005 : Nomination pour le Prix Génie, meilleure actrice de soutien pour son rôle dans le film Les aimants
- 2006 : Nomination pour le Prix Génie, meilleure interprétation féminine dans un premier rôle dans Familia